# Abbateggio
Abbateggio község (comune) Olaszország Abruzzo régiójában, Pescara megyében.

## Fekvése
A megye déli részén fekszik. Határai: Caramanico Terme, Lettomanoppello, Roccamorice, San Valentino in Abruzzo Citeriore és Scafa.

## Története
Eredetére vonatkozóan nem léteznek pontos adatok. A 13. században Manopellóhoz tartozott. Önálló községgé a 19. század elején vált, amikor a Nápolyi Királyságban felszámolták a feudalizmust. 1929 és 1947 között San Valentino in Abruzzo Citeriore része volt.

## Népessége
A népesség számának alakulása:

## Főbb látnivalói
- San Lorenzo-templom
- Madonna dell’Elcina-templom